# Sundance Film Festival 2007
Il Sundance Film Festival 2007 si è svolto a Park City, Utah, dal 18 gennaio al 28 gennaio 2007.

## Film in concorso
Elenco dei film in competizione e vincitori dei premi non competitivi. In grassetto i vincitori.

### U.S. Dramatic
- Padre Nuestro, regia di Christopher Zalla
- Adrift in Manhattan, regia di Alfredo De Villa
- Broken English, regia di Zoe R. Cassavetes
- Four Sheets to the Wind, regia di Sterlin Harjo
- Grace Is Gone, regia di James C. Strouse
- Hounddog, regia di Deborah Kampmeier
- Joshua, regia di George Ratliff
- Never Forever, regia di Gina Kim
- On the Road with Judas, regia di J.J. Lask
- Rocket Science, regia di Jeffrey Blitz
- Snow Angels, regia di David Gordon Green
- Starting Out in the Evening, regia di Andrew Wagner
- Denti, regia di Mitchell Lichtenstein
- The Good Life, regia di Stephen Berra
- The Pool, regia di Chris Smith
- Weapons, regia di Adam Bhala Lough

### U.S. Documentary
- Manda Bala (Send a Bullet), regia di Jason Kohn
- Banished: How Whites Drove Blacks Out of Town in America, regia di Marco Williams
- Chasing Ghosts: Beyond the Arcade, regia di Lincoln Ruchti
- Crazy Love, regia di Dan Klores
- Everything's Cool, regia di Daniel B. Gold e Judith Helfand
- For the Bible Tells Me So, regia di Daniel G. Karslake
- Ghosts of Abu Ghraib, regia di Rory Kennedy
- Girl 27, regia di David Stenn
- Hear and Now, regia di Irene Taylor Brodsky
- My Kid Could Paint That, regia di Amir Bar-Lev
- Nanking, regia di Bill Guttentag e Dan Sturman
- No End in Sight, regia di Charles Ferguson
- Protagonist, regia di Jessica Yu
- War Dance, regia di Sean Fine e Andrea Nix
- White Light/Black Rain: The Destruction of Hiroshima and Nagasaki, regia di Steven Okazaki
- Zoo, regia di Robinson Devor

### World Cinema Dramatic
- Adama Meshuga'at, regia di Dror Shaul
- Ane-eui aein-eul mannada, regia di Tai-sik Kim
- Eagle vs Shark, regia di Taika Cohen
- El búfalo de la noche, regia di Jorge Hernandez Aldana
- Ezra, regia di Newton I. Aduaka
- Ghosts, regia di Nick Broomfield
- Al ritmo del ballo (How She Move), regia di Ian Iqbal Rashid
- Jin tian de yu zen me yang, regia di Xiaolu Guo
- Khadak, regia di Peter Brosens e Jessica Hope Woodworth
- L'héritage, regia di Géla Babluani e Temur Babluani
- La faute à Fidel!, regia di Julie Gavras
- Noise, regia di Matthew Saville
- O Cheiro do Ralo, regia di Heitor Dhalia
- Once (Una volta), regia di John Carney
- Ostrov, regia di Pavel Lungin
- Rêves de poussière, regia di Laurent Salgues

### World Cinema Documentary
- Vores lykkes fjender, regia di Eva Mulvad e Anja Al-Erhayem
- A Very British Gangster, regia di Donal MacIntyre
- Acidente, regia di Cao Guimarães e Pablo Lobato
- Bajo Juárez: La ciudad devorando a sus hijas, regia di Alejandra Sánchez e José Antonio Cordero
- Cocalero, regia di Alejandro Landes
- Comrades in Dreams, regia di Uli Gaulke
- Crossing the Line, regia di Daniel Gordon
- Drie kameraden, regia di Mascha Novikova
- Hot House, regia di Shimon Dotan
- In the Shadow of the Moon, regia di David Sington
- Joe Strummer: The Future Is Unwritten, regia di Julien Temple
- Manufactured Landscapes, regia di Jennifer Baichwal
- On a Tightrope, regia di Petr Lom
- The Monastery: Mr. Vig and the Nun, regia di Pernille Rose Grønkjær
- VHS - Kahloucha, regia di Néjib Belkadhi
- Welcome Europa, regia di Bruno Ulmer

### Premi speciali della giuria
- U.S. Dramatic:
  - Tamara Podemski con Four Sheets to the Wind, regia di Sterlin Harjo, "per la svolta fisica ed emotiva pienamente realizzata"[1]
  - Jess Weixler con Denti, regia di Mitchell Lichtenstein, "per la succosa e sbalorditiva (in inglese: "jaw-dropping", "da far cadere la mascella", da rimanere a bocca aperta) performance."[2]
  - The Pool, regia di Chris Smith, "per la singolarità della visione"[3]
- U.S. Documentary: No End in Sight, regia di Charles Ferguson; "Come riconoscimento al film del lavoro puntuale che illumina con chiarezza le decisioni politiche sbagliate che hanno portato al catastrofico pantano dell'invasione e dell'occupazione Usa in Iraq."[4]
- World Cinema Dramatic: L'héritage, regia di Géla Babluani e Temur Babluani
- World Cinema Documentary: Hot House, regia di Shimon Dotan

### Premi per la migliore regia
- U.S. Dramatic: Jeffrey Blitz con Rocket Science
- U.S. Documentary: Sean Fine e Andrea Nix con War Dance

### Premi per la migliore fotografia
- U.S. Dramatic: Benoît Debie con Joshua
- U.S. Documentary: Heloísa Passos con Manda Bala (Send a Bullet)

### Premi per il migliore montaggio
- U.S. Documentary: Hibah Sherif Frisina, Charlton McMillan e Michael Schweitzer con Nenking, regia di Bill Guttentag e Dan Sturman

### Premi del pubblico
- U.S. Dramatic: Grace Is Gone, regia di James C. Strouse
- U.S. Documentary: Hear and Now, regia di Irene Taylor Brodsky
- World Cinema Dramatic: Once (Una volta), regia di John Carney
- World Cinema Documentary: In the Shadow of the Moon, regia di David Sington

### Premio Waldo Salt miglior sceneggiatura
James C. Strouse con Grace Is Gone, regia di James C. Strouse

### Premio Alfred P. Sloan
Dark Matter, regia di Shi-Zheng Chen e Billy Shebar

## La giuria
U.S. Dramatic: Catherine Hardwicke ( Stati Uniti), Dawn Hudson ( Stati Uniti), Pamela Martin ( Stati Uniti), Elvis Mitchell ( Stati Uniti), Sarah Polley ( Canada)
U.S. Documentary: Alan Berliner ( Stati Uniti), Lewis Erskine ( Stati Uniti), Lauren Greenfield ( Stati Uniti), Julia Reichert ( Stati Uniti), Carlos Sandoval ( Stati Uniti)
World Cinema Dramatic: Carlos Bolado ( Messico), Lynne Ramsay ( Scozia), U-Wei Haji Saari ( Malaysia)
World Cinema Documentary: Raoul Peck ( Haiti), Juan Carlos Rulfo ( Messico), Elizabeth Weatherford ( Inghilterra)